# Lébény
Lébény (en latín: Quadrata o Stailuco) es una ciudad en el condado de Győr-Moson-Sopron, a medio camino entre Mosonmagyaróvár y Győr, en Hungría. Tiene una iglesia monástica románica iniciada en 1208. Se pueden encontrar iglesias monásticas húngaras medievales similares financiadas por familias o clanes en Ják, Ócsa, Nyírbátor, Harina y Mălâncrav.

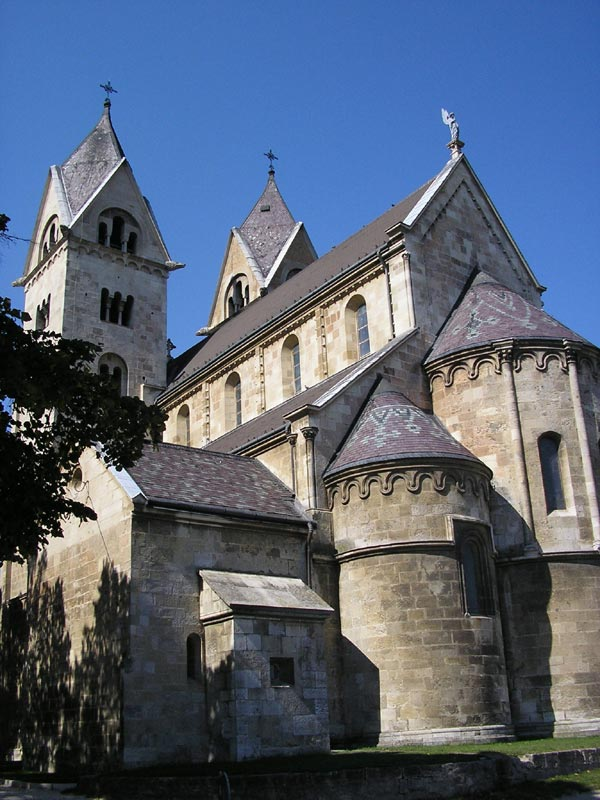
La iglesia románica

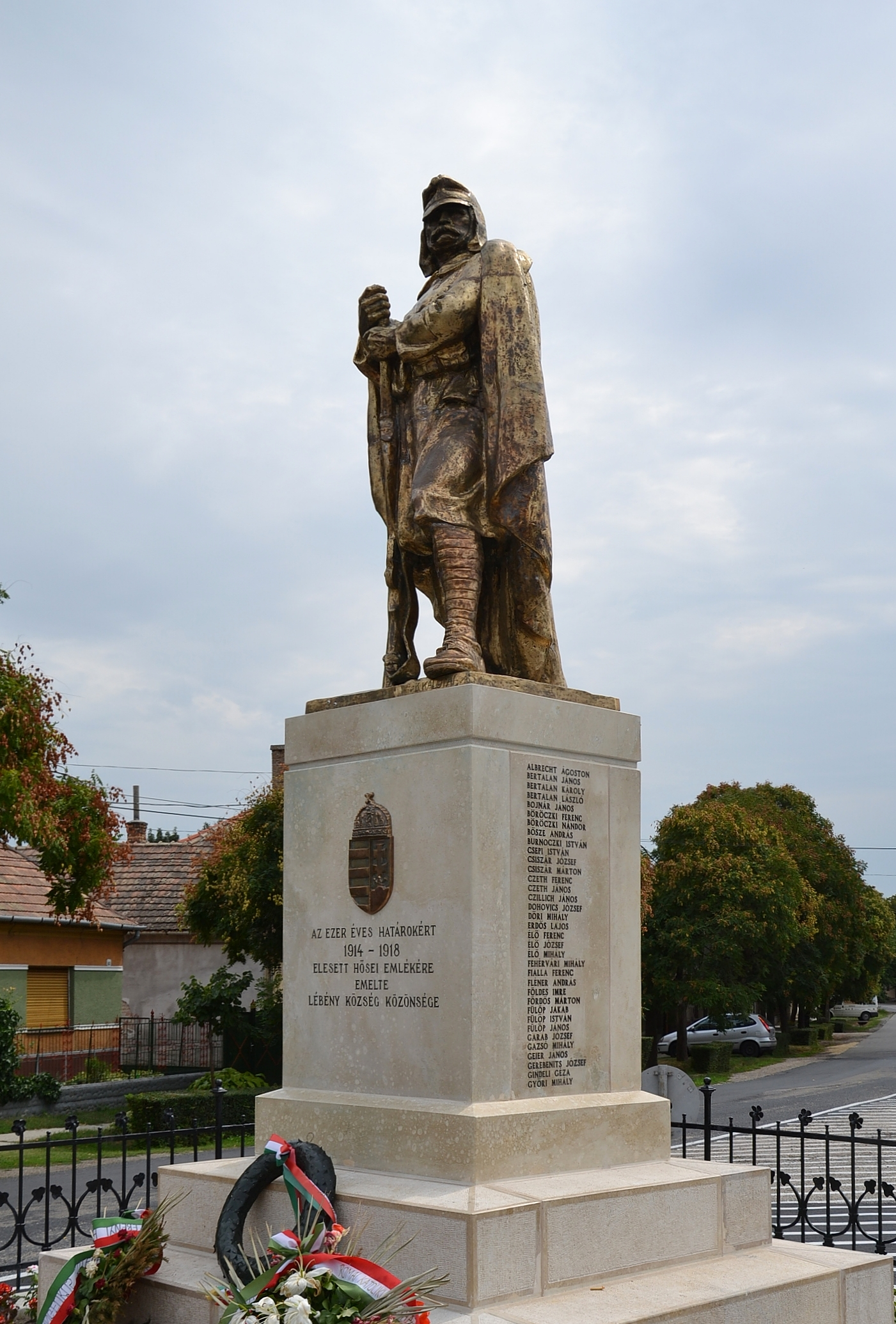
Monumento conmemorativo de la Primera Guerra Mundial

## Historia temprana
La zona de Lébény ha estado ocupada continuamente desde la prehistoria. Se han encontrado indicios de ocupación humana desde el Neolítico hasta la Edad del Bronce y la Edad del Hierro, incluyendo restos excavados de asentamientos celtas. Cuando Tiberio, posteriormente emperador romano, invadió Transdanubia en el año 9 d. C., estableció un campamento militar y un asentamiento civil en la zona de la actual Lébény.
En siglos posteriores, la región fue habitada por hunos, luego por lombardos y finalmente por ávaros, quienes se convirtieron al cristianismo. Las excavaciones han confirmado que ya existía una comunidad considerable en Lébény en la época de la conquista húngara de la cuenca de los Cárpatos en los siglos IX y X, que incluía grupos eslavos.
La primera mención escrita del lugar fue bajo el nombre de Libin en 1208.

## Iglesia románica
Actualmente llamada Parroquia de Santiago Apóstol, esta iglesia románica fue construida originalmente para una comunidad de monjes benedictinos. Su nave, con dos naves laterales y tres ábsides forma una estructura basilical. Los capiteles de las columnas del interior de la iglesia están tallados con ornamentación vegetal.